# Lesbijska erotyka
Lesbijska erotyka – przedstawianie w sztukach wizualnych lesbijstwa, które jest wyrazem seksualności między kobietą a kobietą. Lesbijstwo było motywem w sztuce erotycznej co najmniej od czasów starożytnego Rzymu. 

## Kontekst kulturowy
Relacje seksualne między kobietami były ilustrowane i relacjonowane, jednak znaczna część materiałów powstałych we wczesnym okresie nowożytnym została zniszczona. To, co wydaje się być jasne z zapisu historycznego, to fakt, że duża część tekstów pornograficznych dotyczących lesbijek była przeznaczona dla czytelników płci męskiej.

## Historia
W kulturze europejskiej najstarszymi zachowanymi do naszych czasów dziełami sztuki odnoszącymi się do miłości lesbijskiej są freski Thermae suburbanae z rzymskiego miasta Pompeje.
W czasach późniejszych przedstawienia tego typu były obłożone tabu, jednak okazjonalnie przedstawiano kobiety w pozach homoerotycznych (Two Nymphs in a Landscape, Jacopo Palma starszy, 1516-18; Gabriela d’Estrées i jej siostra księżna de Villars w kąpieli, nieznany autor z drugiej École de Fontainebleau, około 1594).
W okresie epoki oświecenia ożywiło się zainteresowanie kulturą i mitologią antyku. Temat miłości lesbijskiej (i homoseksualnej w ogóle) oraz motywy z podtekstem zaczęły pojawiać się na nowo w malarstie artystów europejskich, do których należeli m.in.: François Boucher, William Turner, Jean-Auguste-Dominique Ingres (Łaźnia turecka), Gustave Courbet, Henri de Toulouse-Lautrec (Dwie dziewczyny), Gustav Klimt, Egon Schiele, Christian Schad, Albert Marquet, Balthus i Leonor Fini. Również Hokusai nawiązywał do miłości homoseksualnej (Shunga lesbians).

Zmysłowy i bardziej przedstawiania lesbijek lub miłości lesbijskiej z perspektywy erotycznej przedstawia sztuka takich artystów ilustratorów jak Édouard-Henri Avril, Franz von Bayros (La Bonbonniere), Gustav Klimt (Zwei auf dem Rücken liegende Akte. ok. 1906), Martin van Maële (część serii La Grande Danse macabre des vifs), Rojan (w serii François Ou Les Plaisirs Du Mariage), Gerda Gottlieb Wegener, Vala Moro, Tom Poulton oraz wielu innych artystów.

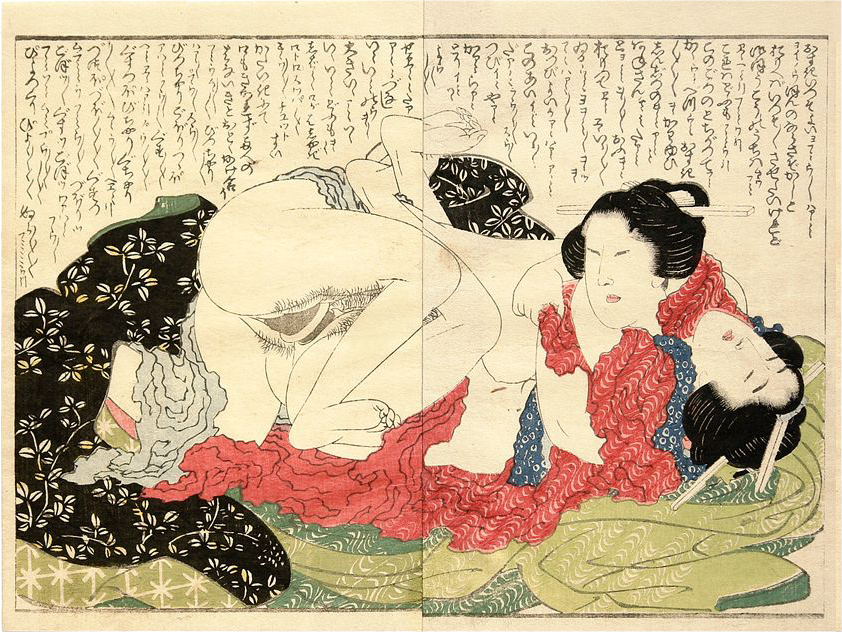
Hokusai, Kochające się służące, 1814 r.
Jean-Auguste-Dominique Ingres, Łaźnia turecka, 1862 r.
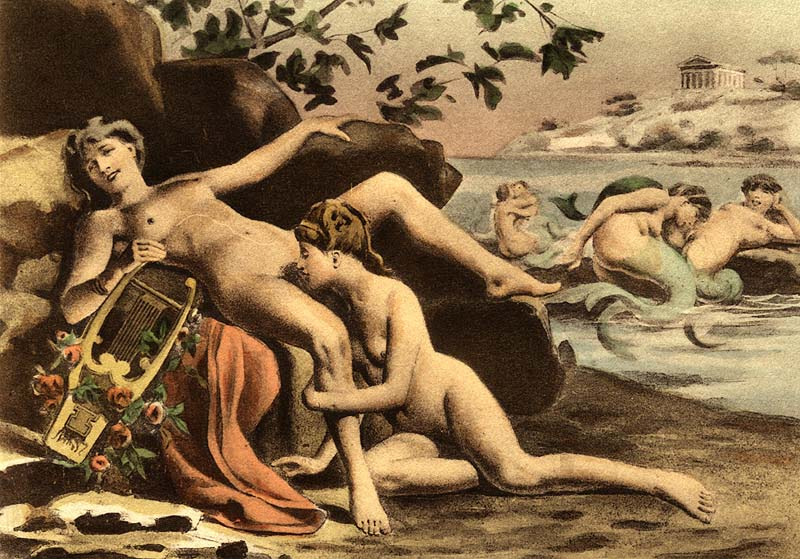
Édouard-Henri Avril, Safona uprawiająca seks ze swoją kochanką
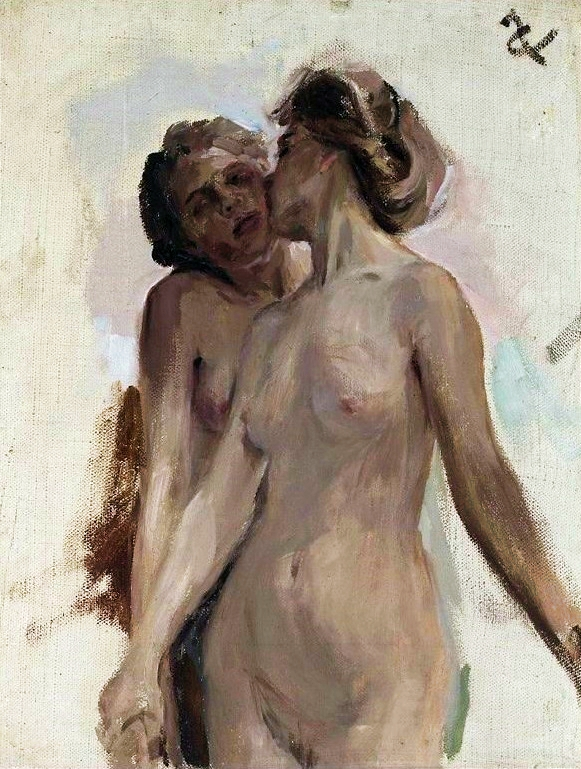
Jan Ciągliński, Studium do obrazu "Taniec symboliczny", 1898 r.
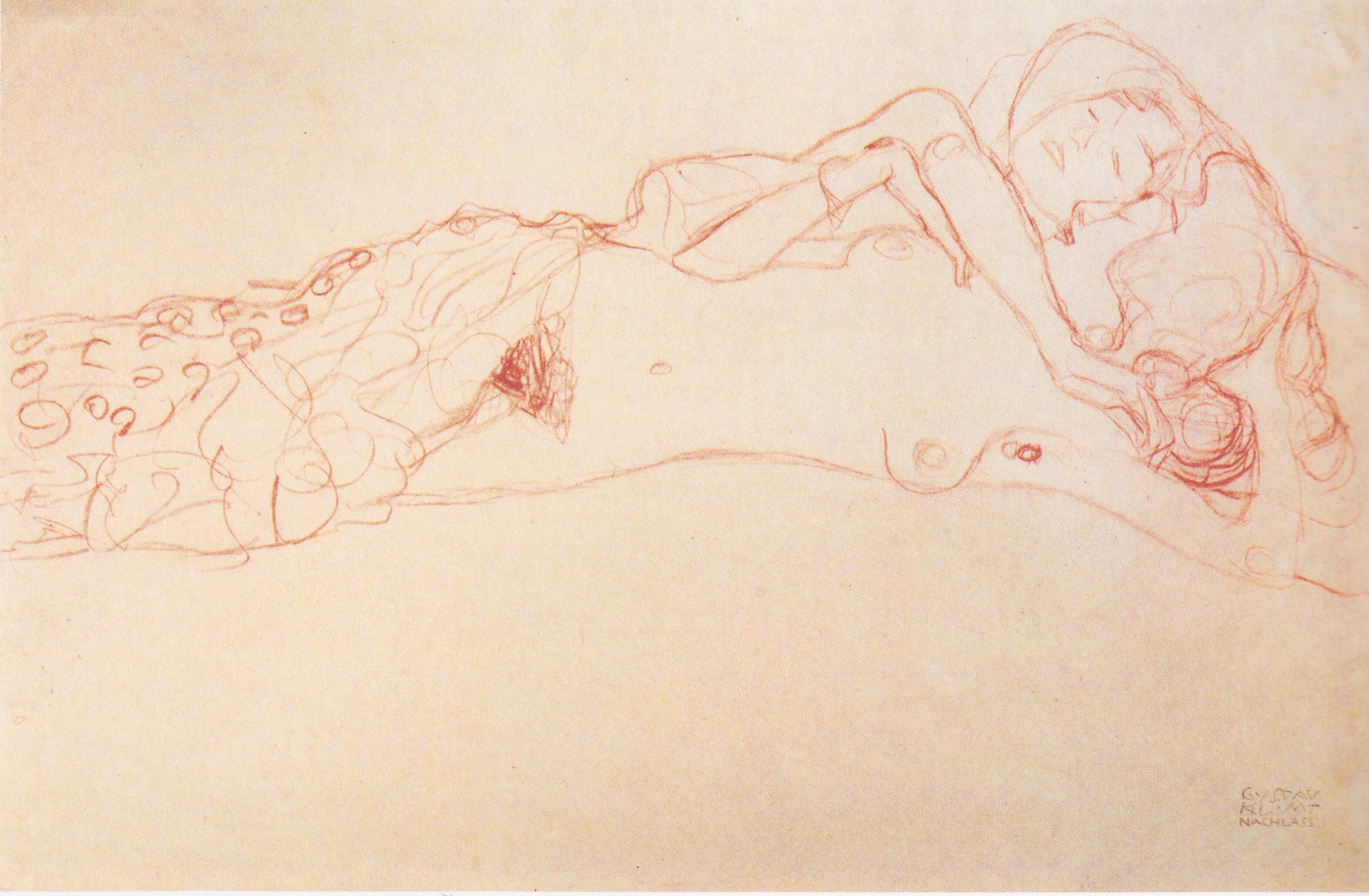
Gustav Klimt, Zwei auf dem Rücken liegende Akte, 1906 r.